# Derek Wolfe
Derek Wolfe (* 24. Februar 1990 in Lisbon (Ohio)) ist ein ehemaliger US-amerikanischer American-Football-Spieler auf der Position des Defensive End. Er spielte in der National Football League (NFL) für die Denver Broncos, mit denen er den Super Bowl 50 gewann, und die Baltimore Ravens.

## Frühe Jahre
Wolfe wuchs in Negley in Ohio auf. Er ging auf die Highschool in East Liverpool, nahe der Staatengrenze zu Pennsylvania. Später ging er auf die University of Cincinnati, wo er von 2008 bis 2011 College Football spielte. In diesen vier Jahren erzielte er  insgesamt 162 Tackles (davon 37 für Raumverlust) und 19,5 Sacks.

## NFL

### Denver Broncos
Wolfe wurde im NFL-Draft 2012 in der zweiten Runde als 36. Spieler von den Denver Broncos ausgewählt. In seinem ersten Saisonspiel gegen die Pittsburgh Steelers erzielte er drei Tackles und einen Sack. Er beendete seine erste Saison mit 40 Tackles, sechs Sacks und zwei verteidigten Pässen.
Vor seiner zweiten Saison, in einem Preseason-Spiel gegen die Seattle Seahawks, verletzte sich Wolfe am Rückenmark und wurde auf die Injured Reserve List gesetzt. Während seiner Verletzung erlitt er außerdem zwei Lebensmittelvergiftungen, weswegen er 10 kg abnahm.
In der Saison 2015 wurde er die ersten vier Spiele gesperrt, da er der Einnahme von leistungssteigernden Substanzen überführt wurde. Nach seiner Sperre spielte er seine bis dahin beste Saison und verpasste kein einziges Spiel mehr für die Broncos. Auch im Super Bowl 50, welcher mit 24-10 gegen die Carolina Panthers gewonnen wurde, kam er zum Einsatz. Im Januar 2016 unterzeichnete Wolfe einen Vierjahresvertrag bei den Broncos.

### Baltimore Ravens
Ende März 2020 unterschrieb Wolfe einen Einjahresvertrag über 3 Millionen US-Dollar bei den Baltimore Ravens. Anschließend verlängerte er seinen Vertrag um drei Jahre, musste die Saison 2021 aber verletzungsbedingt aussetzen. Nach zwei Operationen an der Hüfte einigte Wolfe sich im Juni 2022 mit den Ravens auf eine Auflösung seines Vertrags. Am 29. Juli 2022 gab Wolfe sein Karriereende bekannt.